# O Comboio de Recreio e Sintra
O Comboio de Recreio e Sintra é um filme português de 1897. Filme produzido pela empresa Gameiro Alves, do Brasil.